# Uckermarki koncentrációs tábor
Az uckermarki koncentrációs tábor a ravensbrücki láger közelében 1942 májusában nőknek létrehozott kisebb méretű német koncentrációs tábor volt, a háború vége felé megsemmisítő táborként funkcionált.

## Története
A tábort 1942 májusában nyitották meg, benne 16 és 21 év közötti nők raboskodtak. Azokat a rabokat, akik elérték a felső korhatárt a ravensbrücki női táborba szállították tovább. Az uckermarki láger adminisztrációját a ravensbrücki látta el. A kezdeti években a komplexum egyik felügyelője Lotte Toberentz, a másik Johanna Braach volt. A háború után mindketten a harmadik ravensbrücki per vádlottai voltak.
1945 januárjában a fiatalkorúak munkatáborát bezárták, ezután pedig a "beteg, többé már nem hatékony, vagy 52 év feletti nők" meggyilkolására használták a területet. Több mint 5 ezer embert gyilkoltak meg, a táborlakók közül a holokausztot mindössze 500 nő és gyermek élte túl. 1945. április 29-ről 30-ra virradóra a szovjetek felszabadították a lágert.
A felelős SS-felügyelők egy részét - köztük a főfelügyelőt (Oberaufseherin), Ruth Neudecket - a harmadik ravensbrüci perben bíróság elé állították.

## Fordítás
- Ez a szócikk részben vagy egészben  az   Uckermark concentration camp című angol Wikipédia-szócikk ezen változatának fordításán alapul.  Az eredeti cikk szerkesztőit annak laptörténete sorolja fel. Ez a jelzés csupán a megfogalmazás eredetét és a szerzői jogokat jelzi, nem szolgál a cikkben szereplő információk forrásmegjelöléseként.